# Europejara
Europejara es un género de pterosaurio tapejárido del Cretácico Inferior de España.

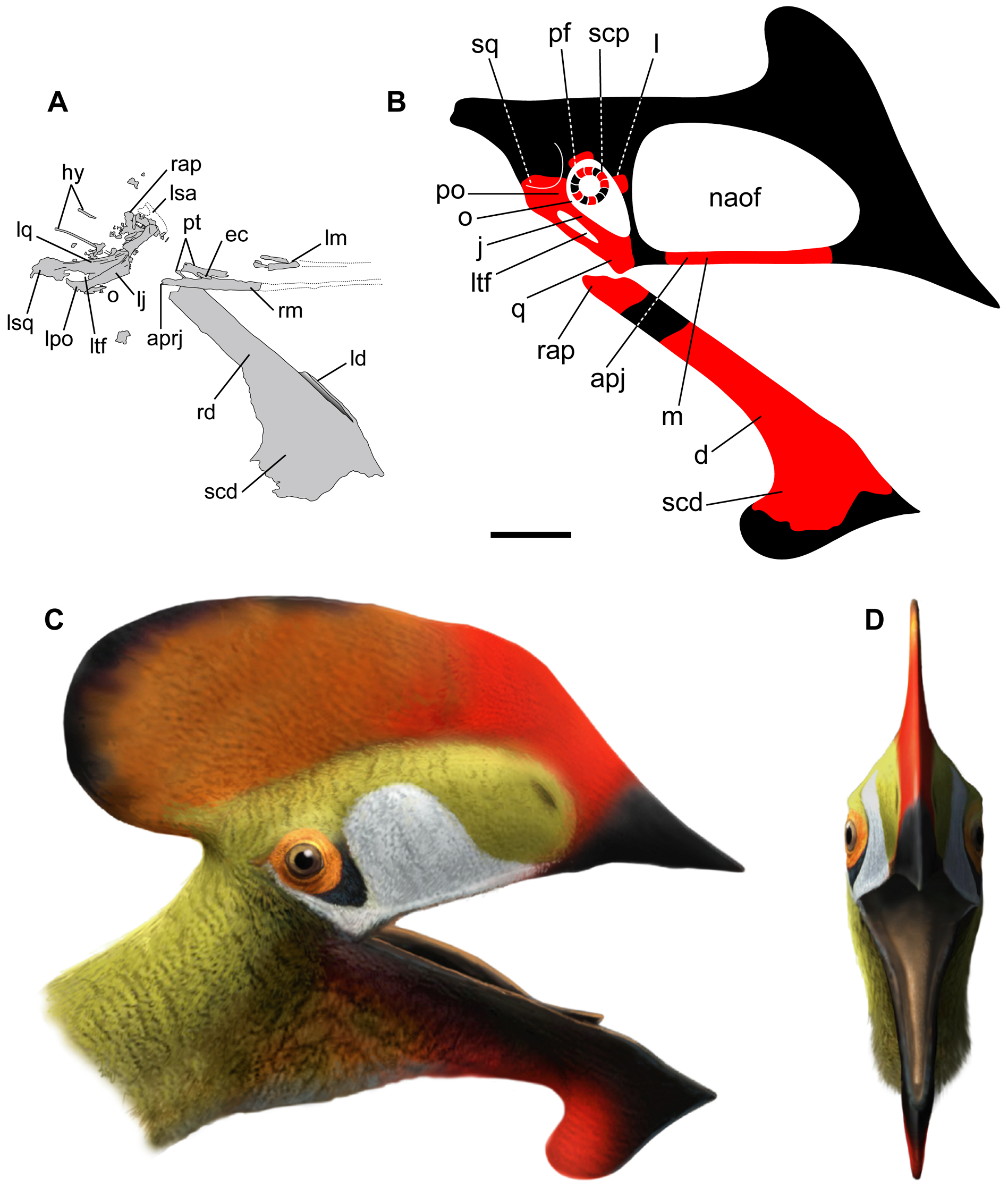
Reconstrucciones del cráneo y la cabeza en vida

En 2012 la especie tipo Europejara olcadesorum fue nombrada y descrita por Romain Vullo, Jesús Marugán-Lobón, Alexander Kellner, Ángela Buscalioni, Bernard Gómez, Montserrat de la Fuente y José Moratalla. El nombre del género combina el nombre de Europa con el del género relacionado Tapejara, en referencia al hecho de que Europejara es el primer tapejárido hallado en ese continente. El nombre de la especie se refiere a los olcades, una tribu celtíbera que habitaba la región de Cuenca, la localización actual del hallazgo, en la Antigüedad.
El holotipo, MCCM-LH 9413, fue descubierto en el yacimiento de Las Hoyas en una capa de caliza de la Formación La Huérguina que data de finales del Barremiense.

## Descripción

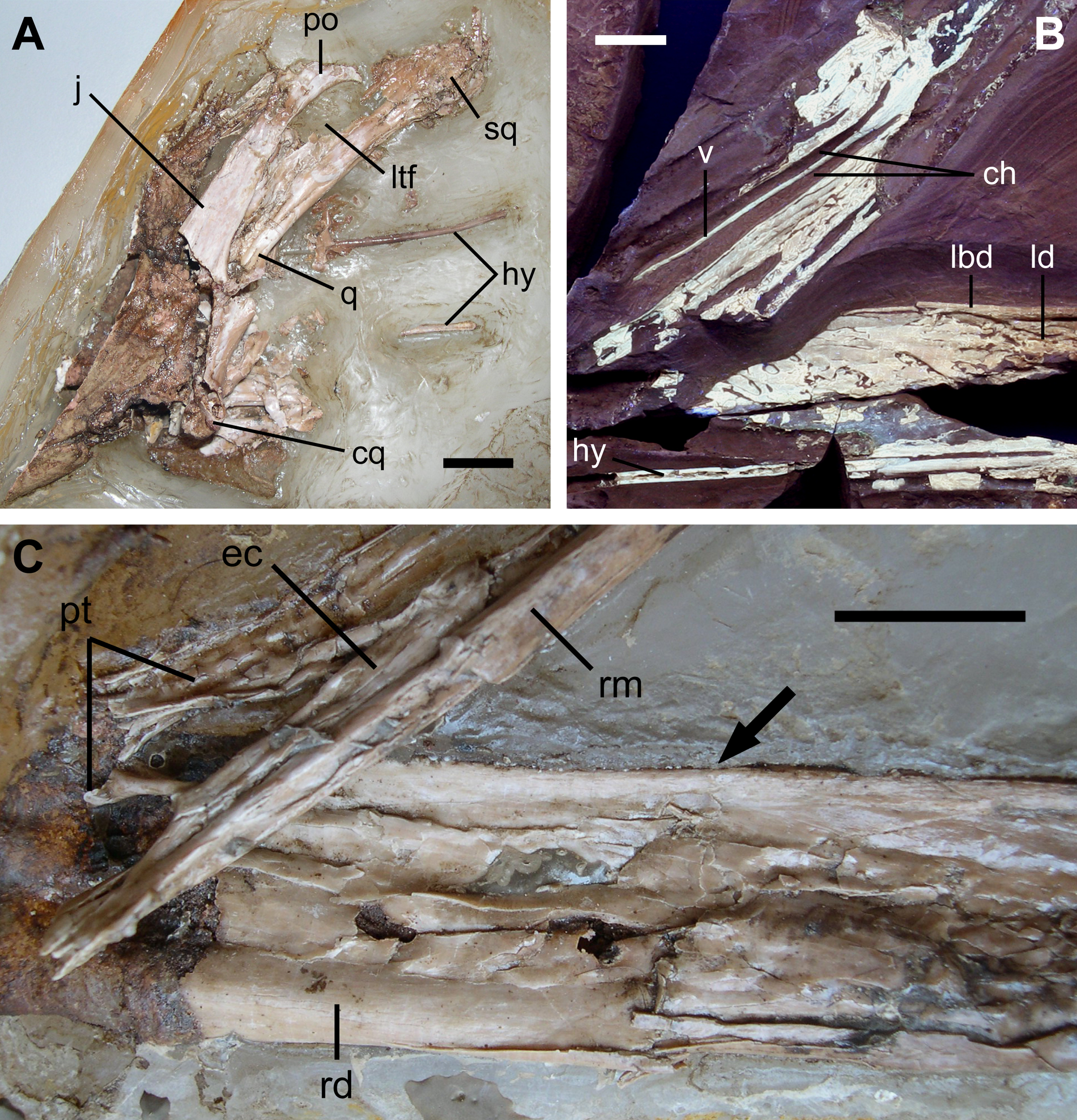
Cráneo

Europejara es una forma de tamaño relativamente pequeño con una envergadura estimada en dos metros. Los maxilares son desdentados y la mandíbula tiene una gran cresta que apunta hacia abajo.
Los descriptores establecieron tres autapomorfias, o rasgos únicos derivados. La cresta en la cresta inferior está curvada hacia atrás. La cresta es más alta que su base, y medida desde el frente hacia atrás, es más amplia. La cresta es cuatro veces más alta que la parte posterior de la mandíbula. Otros dos rasgos diagnósticos fueron indicados: la parte interna de la mandíbula es más gruesa, causando una curvatura convexa; la parte interna también muestra algunas depresiones poco profundas pero bien demarcadas.
Debido al aplastamiento del cráneo, sus fragmentos, que mayormente corresponden a elementos del área alrededor de la cuenca ocular derecha, muestran pocos detalles. La mandíbula tiene una longitud preservada de veintitrés centímetros y una longitud original estimada en 255 milímetros. En su parte frontal la mandíbula presenta una fusión o sínfisis. Dicha sínfisis tiene un perfil superior cóncavo y presenta una gran cresta en la parte inferior, que apunta hacia abajo por al menos nueve centímetros. El borde posterior de la cresta es recurvada; la curvatura del borde frontal no puede ser establecida con seguridad debido al daño. La cresta es la más larga con respecto a la longitud de la mandíbula en cualquier pterosaurio conocido. La estructura interna del hueso de la cresta es esponjosa. El primer par de ceratobranquiales del hioides tienen una longitud de 135 milímetros y una sección transversal de dos milímetros.

## Filogenia

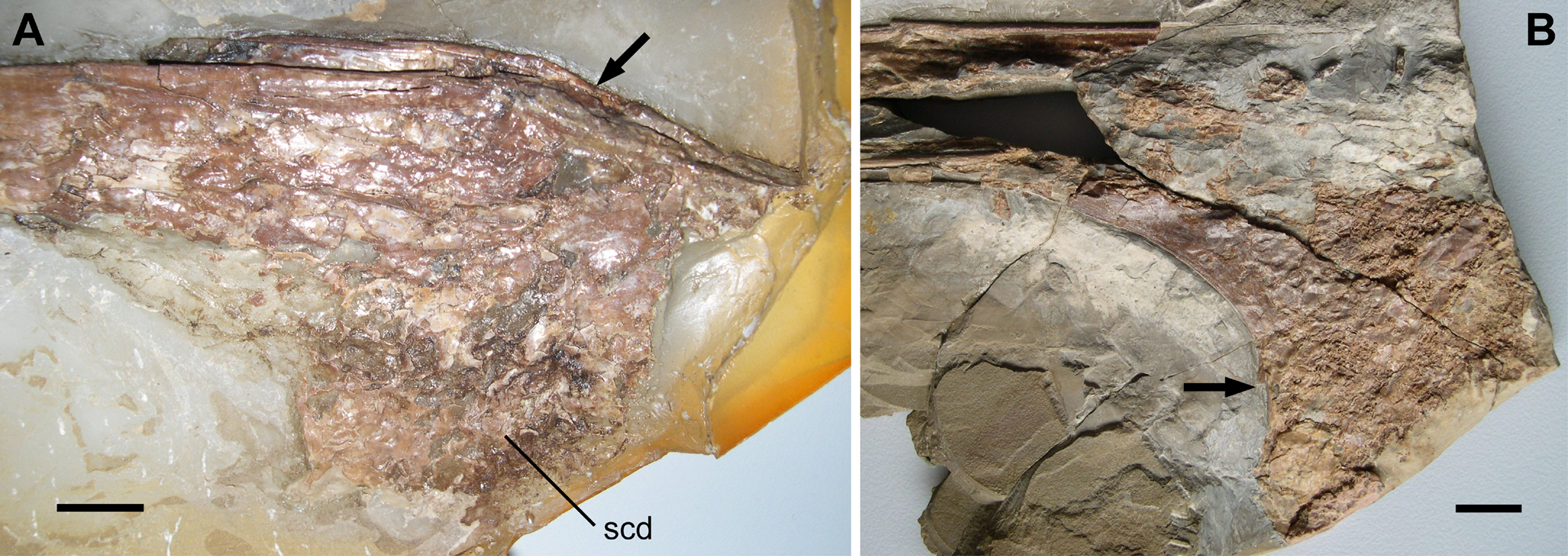
Detalle de la mandíbula.

Europejara fue asignado a la familia Tapejaridae. Un análisis cladístico indicó que es más exactamente un miembro de la subfamilia Tapejarinae. Aparte de ser el primer tapejárido conocido de Europa, también podría ser el más antiguo pterosaurio conocido del que se sabe con certeza que era desdentado; fragmentos más antiguos que representan a otros clados generalmente sin dientes son conocidos pero estos no incluyen a las mandíbulas.

## Paleobiología

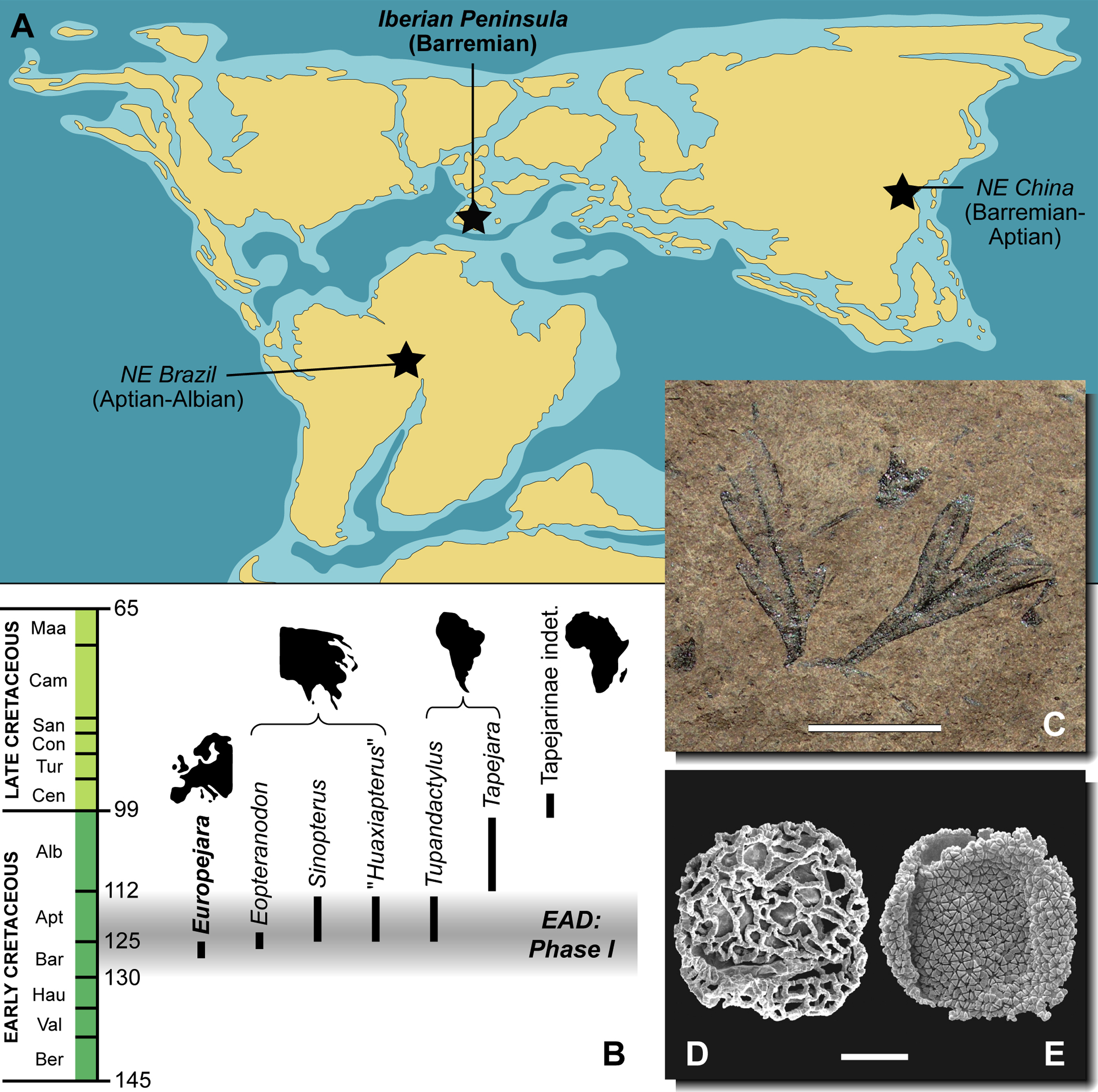
Distribución espacial y temporal de los pterosaurios tapejarinos y las primeras angiospermas

Siguiendo las primeras sugerencias de la dieta de los tapejáridos, los descriptores asumieron que Europejara tenía un estilo de vida frugívoro. Debido a que la especie  es tan antigua puede indicar un rol para los tapejáridos en la revolución terrestre del Cretácico, un gran cambio en los ecosistemas del Cretácico Inferior en el cual las gimnospermas fueron reemplazadas por angiospermas, las plantas con flor, y nuevos grupos de herbívoros evolucionaron, adaptándose a la cambiante fuente de alimentos. En el caso de los tapejáridos estos pudieron haber tenido un ciclo interactivo entre la evolución de las frutas y los pterosaurios dispersando las semillas. Posiblemente los picos de los tapejáridos tenían bordes serrados formando pseudodientes para separar adecuadamente la parte carnosa de la frutas de las semillas, como ocurre en algunos tucanes modernos.